# Dextran
Dextran je rozvětvený glukan (polysacharid odvozený od glukózy); podle definice Mezinárodní unie pro čistou a užitou chemii jsou dextrany „rozvětvené poly-α-D-glukosidy mikrobiálního původu obsahující převážně glykosidové vazby typu C1-C6“.
Řetězce dextranů mívají různé délky a jejich molekulové hmotnosti se pohybují mezi 3 a 2000 kilodaltony.
Polymerní řetězec obsahuje hlavně lineární řetězce vytvořené α-1,6-glykosidovými vazbami mezi molekulami glukózy, větvení vytváří α-1,3-vazby; tímto větvením se dextrany liší od dextrinů, které obsahují rovné řetězce, v nichž jsou glukózové jednotky propojeny α-1,4- nebo α-1,6-vazbami.

## Výskyt
Dextran objevil Louis Pasteur jako produkt mikrobiální činnosti ve vínu, ale průmyslovou výrobu umožnil až proces založený na bakteriích, který vyvinul Allene Jeanes. Velké množství dextranů obsahuje zubní plak.
Dextran je nežádoucí příměsí při zpracování cukru, kde zvyšuje viskozitu roztoků sacharózy.
Při výrobě dextranu je výchozí surovinou sacharóza, kterou zpracovávají bakterie ze skupiny Lactobacillus, jako jsou Leuconostoc mesenteroides a Streptococcus mutans; struktura vzniklého dextranu závisí i na použitém bakteriálním kmeni. Oddělování dextranu se provádí frakční krystalizací s využitím ethanolu.
Některé bakterie s dextrany vytvářejí také fruktany, které ztěžují izolaci dextranů.

## Použití
Dextran 70 se používá jako trombolytikum, ke snížení viskozity krve, a při léčbě hypovolémie.

### Mikrochirurgie
Dextran má využití v mikrochirurgii, kde slouží k omezování žilní trombózy. Váže se na červené krvinky, krevní destičky a žilní endotel, čímž zvyšuje jejich elektronegativitu, která vede k omezení shlukování červených krvinek a přilnavosti krevních destiček. Dextrany také omezují tvorbu Von Willebrandova faktoru. Sraženiny vzniklé po podání dextranů se snadněji rozpouštějí, protože dochází ke změně struktury sraženiny.[zdroj?] Trombolytické vlastnosti dextranu jsou způsobeny inhibicí α-2-antiplasminu, vedoucí k aktivaci plasminogenu.
Dextrany mohou mít molární hmotnosti v širokém rozmezí od 3 kDa do 2 MDa. Větší dextrany (>60 000 Da) se špatně vylučují ledvinami, takže zůstávají v krvi až několik týdnů, než jsou metabolizovány. Nejčastěji používaným dextranovým antikoagulanciem je dextran-40 (o molární hmotnosti 40 kDa). Téměř 70 % dextranu-40 se vyloučí močí do 24 hodin po nitrožilním podání, zbylých 30 % zůstává v těle ještě několik dnů.

### Ostatní lékařská použití
- Dextran je složkou některých očních kapek, kde slouží jako mazivo,[8] a také se přidává do nitrožilních tekutin za účelem zlepšení rozpustnosti různých látek, například železa.
- Dextrany lze použít ve vodných dvoufázových systémech pro PEGylace.

### V laboratořích
- Dextran se používá k aplikaci osmotického tlaku na biomolekuly.
- Tato látka je také použitelná jako složka matric pro vylučovací chromatografii.
- Dextran má využití jako imobilizační látka v biosenzorech.
- Dextrany se přednostně navazují na rané endozomy; fluorescenčně označené dextrany umožňují jejich zobrazení pod mikroskopem.
- Dextrany mohou sloužit jako stabilizující vrstvy, které chrání nanočástice kovů před oxidací a zlepšují jejich biokompatibilitu.
- Dextrany s navázanými fluorescenčními molekulami, jako je fluoresceinisothiokyanát mohou vytvářet gradienty koncentrace difundovatelných molekul.
- Roztoky fluorescenčně značkovaných dextranů lze použít na měření propustnosti cévní stěny.[9]
- Dextrany mají využití jako mikronosiče průmyslových buněčných kultur.
- Ústně podávaný dextran-síran sodný se používá na vyvolávání kolitidy u zvířecích modelů střevních zánětů.[10]

## Vedlejší účinky
Přestože se u dextranů vyskytuje jen málo vedlejších účinků, tak tyto účinky mohou být závažné; jedná se například o anafylaxi, otok plic, otok mozku, nebo nefunkci krevních destiček.
Méně častým, ale významným, projevem osmotického efektu je akutní selhání ledvin.